# 活速祭
活速祭（いきはやのまつり）は、刑死者のためにおこなわれた祭。

## 概要
刑部省の創設の頃、死罪に行なった刑死者のために神社を建てて、毎年8月神事を行ない、これを死杖祭（しづえのまつり。しじょうまつり）、あるいは活速祭と称した。のちに、その供養の寺僧を出した引接寺ならびに壬生地蔵寺によって司祭されるようになり、毎年春、念仏会を修するように改められた。
「諸国年中行事」3月の条には、「京千本焔魔堂念仏、千本通りの北蓮台寺の南に有、光明山引接寺と号す、寺領七石七斗、新義の真言宗也、当寺に普賢象の桜の名木あり、毎春花の盛りには枝を切て所司の庁に献上す、即ち米三石余を給ふ、是を資料として、花鎮の融通踊躍念仏を初めさまざまの狂言をなす、是は古へ刑部省に、活速祭とて獄屋に罪死せる者どもをとぶらはれしその遺法也、文永の比、如輪上人始めて執行はる、日よりの日ばかり十日が間なり」とある。
「雍州府志」二　神社には、「在猪熊三条南、昔刑部省在斯辺、断獄以行死罪、故為刑死人建斯社、修祭祀而薦之、毎年八月有神事、謂死杖祭或又謂活速祭、一説千本引接寺並壬生地蔵寺毎春所修之念仏会、元是為刑死人所執行也」とある。